# (3402) Wisdom
(3402) Wisdom est un astéroïde de la ceinture principale aréocroiseur.

## Description
(3402) Wisdom est un astéroïde aréocroiseur. Il présente une orbite caractérisée par un demi-grand axe de 2,13 UA, une excentricité de 0,28 et une inclinaison de 4,9° par rapport à l'écliptique.

## Compléments